# Rekonstrukcja (film 1988)
Rekonstrukcja (tytuł oryginalny: Rikonstruksioni) – albański film fabularny z roku 1988 w reżyserii Vladimira Kasaja.

## Opis fabuły
Pracujący w fabryce inżynier Emil próbuje robić karierę wszelkimi dostępnymi sposobami, zwalczając przy tym młodszych pracowników. Jeden z nich, młody technik Agim, w wolnych chwilach zapalony rowerzysta, przeżywa wielką miłość do robotnicy Zany.

## Obsada
- Reshat Arbana jako inżynier Emil
- Roza Anagnosti jako żona Emila
- Sotiraq Çili jako inżynier Gjergji
- Herion Mustafaraj jako Agim
- Manjola Nallbani jako Zana
- Kadri Roshi jako profesor
- Yllka Mujo jako Ajkuna, córka profesora
- Zhani Ziçishti jako Koli
- Viktor Zhysti jako pracownik ministerstwa
- Hysen Bashhysa
- Urim Beqiraj
- Anila Dervishi
- Perika Gjezi
- Zija Grapshi
- Luiza Hajati
- Kliti Kapo
- Vitore Nino
- Gazmend Pajo
- Kristaq Petro
- Piro Qirjo
- Muhamet Sheri